# Жданувек
Жданувек (пол. Żdanówek) — деревня в Замойском повете Люблинского воеводства Польши. Входит в состав гмины Замость. Находится примерно в 6 км к юго-западу от центра города Замосць. По данным переписи 2011 года, в деревне проживал 431 человек.
В 1975—1998 годах деревня входила в состав Замойского воеводства.

## Население
Демографическая структура по состоянию на 31 марта 2011 года:
|         | Всего | До трудоспособного возраста | Трудоспособного возраста | Старше трудоспособного возраста |
| ------- | ----- | --------------------------- | ------------------------ | ------------------------------- |
| Мужчины | 214   | 56                          | 147                      | 11                              |
| Женщины | 217   | 46                          | 132                      | 39                              |
| Всего   | 431   | 102                         | 279                      | 50                              |